# Lettres patentes de 1723
Code noir (1718) Code Delaleu (1777)
Les Lettres patentes de 1723, ou simplement Lettres patentes, sont des actes législatifs, des lettres patentes émises par le Roi de France Louis XV en 1723 pour réglementer l'esclavage dans les colonies insulaires du sud-ouest de l'Océan Indien que sont Bourbon et l'île de France, aujourd'hui La Réunion et l'île Maurice. 
Elles procèdent à une transposition du Code noir déjà en vigueur aux Antilles dans cette région du monde alors gérée par la Compagnie française des Indes orientales. Une mise à jour parut en 1777 sous le nom de Code Delaleu.

Accessoirement, elles lèvent l'arrêté contre les Juifs dits portugais de France, qui exigeait leur dénombrement, l'inventaire de leurs biens et l'interdiction de vente, moyennant une nouvelle taxe de cent dix mille livres. Officiellement et légalement, 230 ans après l'expulsion des Juifs d'Espagne, les marranes de France sont reconnus comme Juifs par cette formule :
« ... les Juifs desdites généralités [Bordeaux et Auch] connus et établis en notre royaume sous les titres de Portugais, autrement Nouveaux Chrétiens... ».